# Ненашев, Анатолий Иванович
Анатолий Иванович Ненашев (5 января 1903, Тамбов — 28 сентября 1967, Алма-Ата, Казахская ССР, СССР) — советский театральный художник, Заслуженный деятель искусств Казахской ССР (1954); Заслуженный артист Казахской ССР (1945), лауреат Сталинской премии (1949), лауреат Государственной премии Казахской ССР (1966).

## Биография
Учился в Тамбовском художественном училище. С 1924 года работал в театрах РСФСР (Тамбов, Козлов, Воронеж и других). С 1930 года жил и работал в Алма-Ате.
Оформлял спектакли областных театров Казахской ССР (Семипалатинск, Чимкент, Кустанай и другие). В 1933-1965 годах работал главным художником Казахского музыкального театра (с 1937 года — Казахский государственный театр оперы и балета). Ненашевым созданы декорации и костюмы к спектаклям этого театра: «Айман — Шолпан» Ивана Коцыка и Мухтара Ауэзова (1934, 1938), «Кыз Жибек» (1934, 1945, 1955, за макет декорации к опере был удостоен Золотой медали Всемирной выставки декоративных искусств в Париже в 1937 году), «Жалбыр» (1935), «Ер Таргын» (1937, 1954) и «Дударай» (1953, 1957) Евгения Брусиловского, «Биржан и Сара» Мукана Тулебаева (1946, 1957, Сталинская премия 1949 года), «Аида» Джузеппе Верди (1948), «Царская невеста» Николая Римского-Корсакова (1952, 1957), «Молодая гвардия» Юлия Мейтуса (1955), «Пиковая дама» Петра Чайковского, «В бурю» Тихона Хренникова и «Назугум» Куддуса Кужамьярова (все в 1956 году), «Севильский цирюльник» Джоаккино Россини (1957).
Он также оформил спектакли Казахского театра драмы: «Каменное оперение» (1935) и «Айман — Шолпан» Мухтара Ауэзова, «Козы Корпеш — Баян сулу» Габита Мусрепова (1953), «Абай» Мухтара Ауэзова и Леонида Соболева (1962), «Маленькие трагедии» Александра Пушкина (1964) и «Материнское поле» по Чингизу Айтматову (1964, Государственная премия Казахской ССР имени Куляш Байсеитовой в области театрального- и киноискусства 1966 года) и другие.
Для творчества Анатолия Ненашева характерны яркая образность, красочность, лаконичность и поэтическая одухотворённость.
Скончался 28 сентября 1967 года, похоронен на Центральном кладбище Алма-Аты.

## Награды
- Государственная премия Казахской ССР (1966)
- Орден Трудового Красного Знамени (3 января 1959) — за выдающиеся заслуги в развитии казахского искусства и литературы и в связи с декадой казахского искусства и литературы в гор. Москве
- Заслуженный деятель искусств Казахской ССР (1954)
- Сталинская премия 2 степени (1949)
- Заслуженный артист Казахской ССР (1945)
- Орден «Знак Почёта»
- Медаль «За трудовую доблесть» (05.11.1940) — «в связи с 20-летним юбилеем Казахской ССР, за достижения в развитии промышленности, сельского хозяйства, науки и искусства»
- Медали